# Centrale hydroélectrique de Kvilldal
La centrale hydroélectrique de Kvilldal est une centrale hydroélectrique norvégienne située dans la kommune de Suldal, dans le comté de Rogaland. Mise en service en 1986, cette centrale de 1 240 MW est la plus puissante de Norvège.
Elle fait partie de l'aménagement hydroélectrique de Ulla-Førre, qui utilise les eaux du lac artificiel Blåsjø, d'une capacité maximale de 3 105 millions de m3, et comprend quatre centrales d'une puissance totale de 2 100 MW.

## Aménagement hydroélectrique de Ulla-Førre
L'aménagement hydroélectrique de Ulla-Førre est situé sur les communes de Suldal, Hjelmeland (comté de Rogaland) et Bykle (comté d'Aust-Agder). Son réservoir principal est le lac Blåsjø, dont les eaux sont turbinées par les centrales de Kvilldal (1 240 MW), Saurdal (674 MW), Hylen (160 MW), située au fond du Hylsfjord, et Stølsdal, exploitées par Statkraft. Deux des quatre turbines de la centrale de Saurdal sont réversibles et utilisées en pompage-turbinage, avec une énergie absorbée par le pompage de 282 GWh/an en moyenne pour une production annuelle moyenne de 1 376 GWh.

Aménagement hydroélectrique de Ulla-Førre
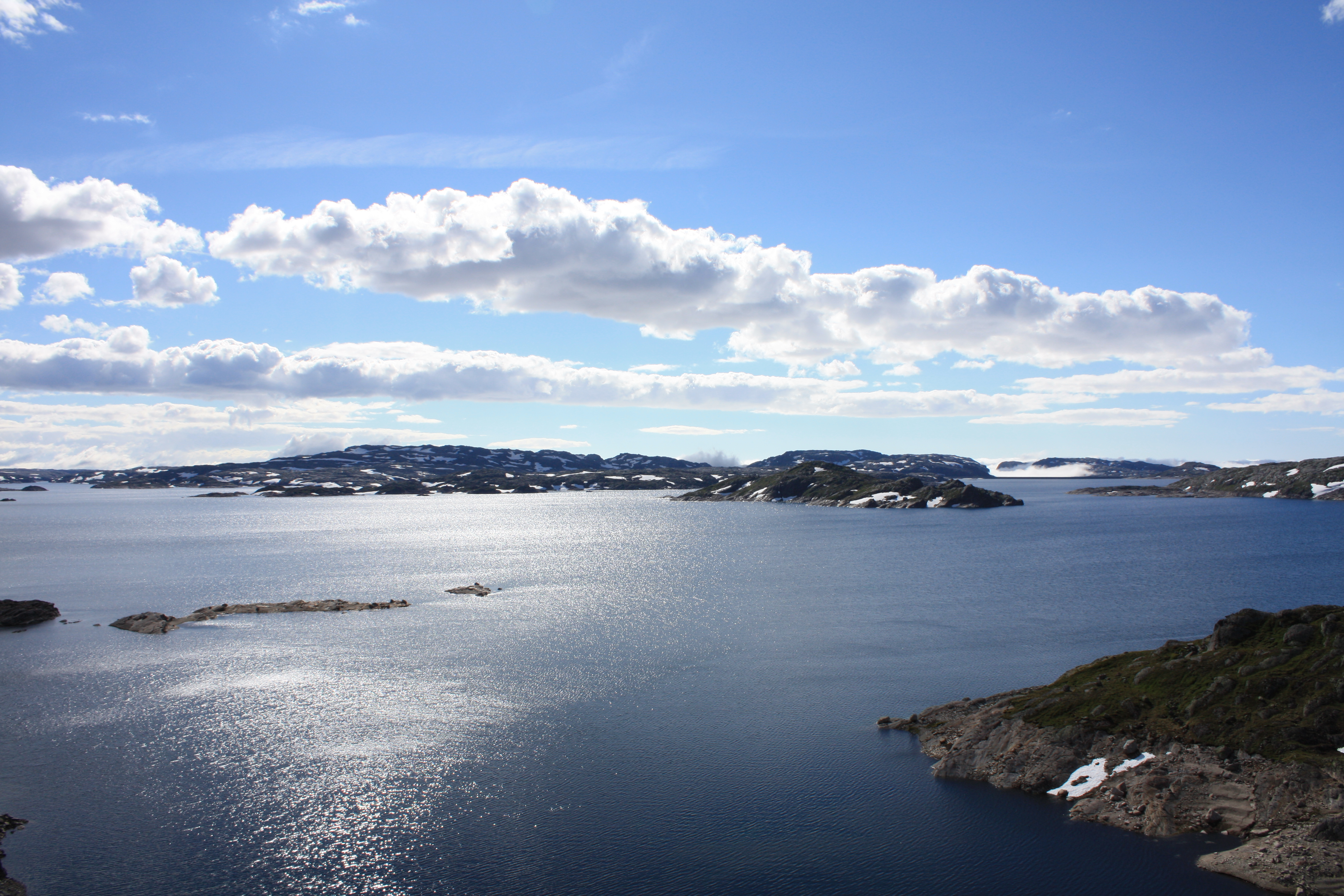
Lac Blåsjø avec à droite le barrage Førrevassdammen, 2012.
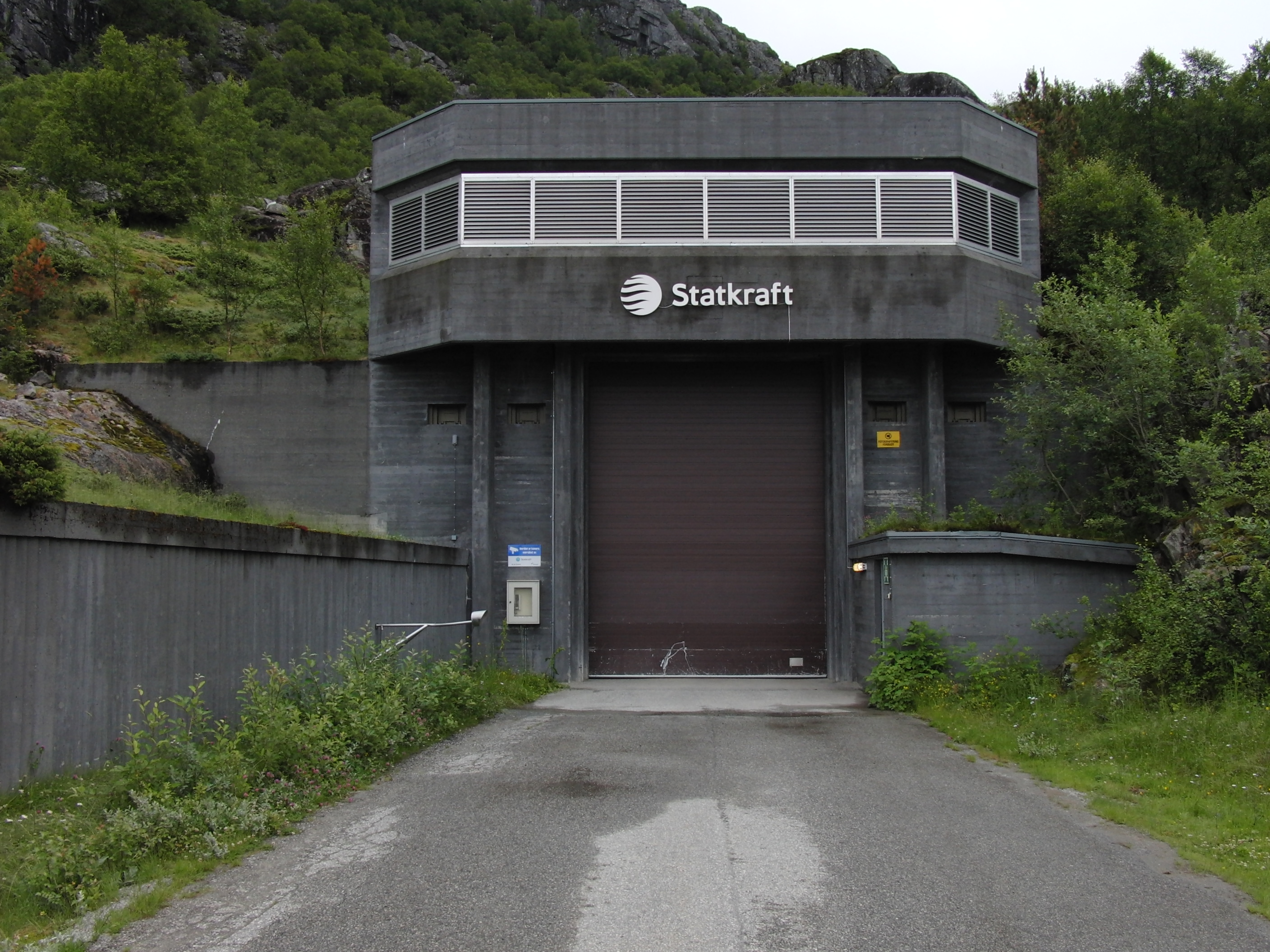
Entrée de la centrale de Saurdal, 2013.
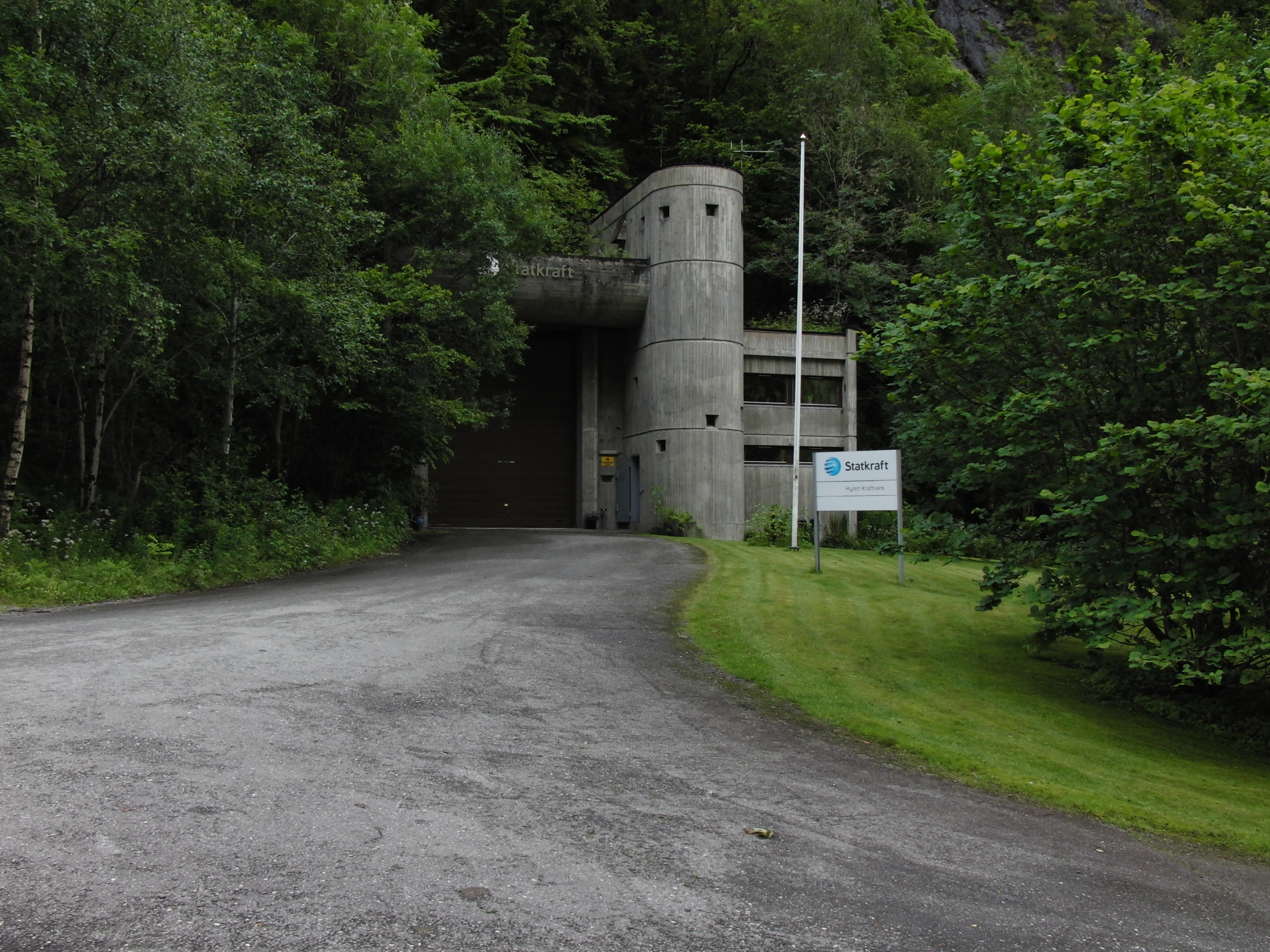
Entrée de la centrale d'Hylen, 2013.

## Lac Blåsjø

Lac Blåsjø
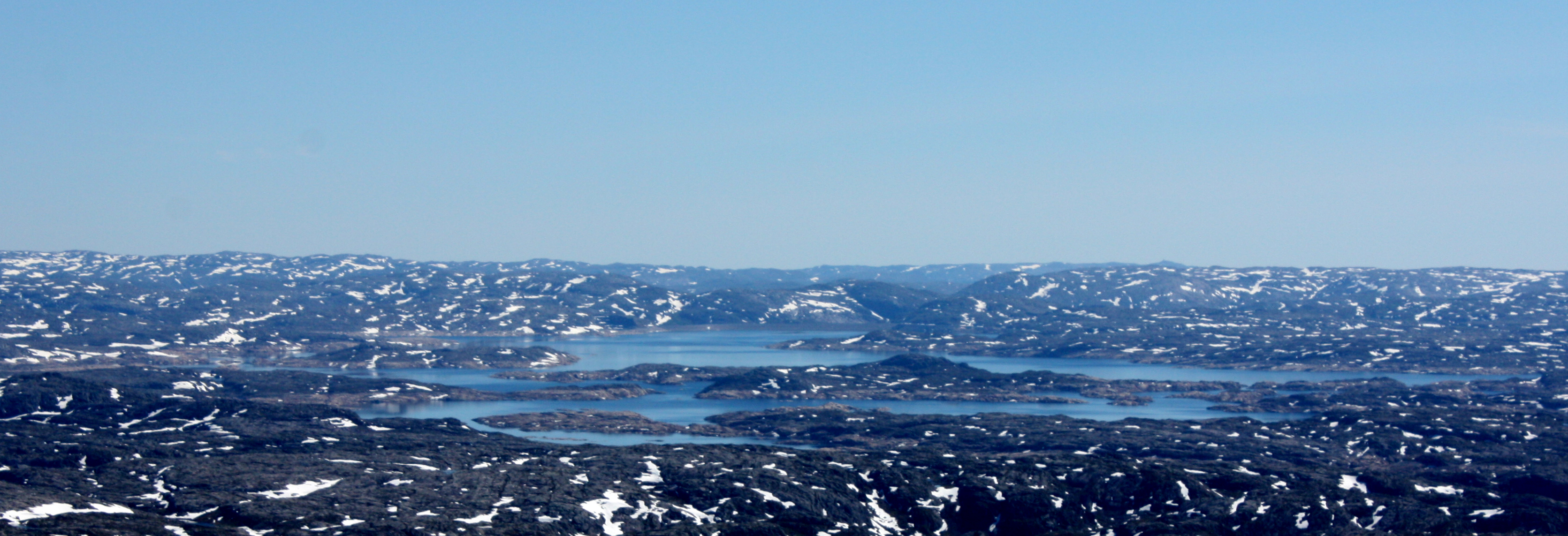
Blåsjø vu du Snønuten, 2010.
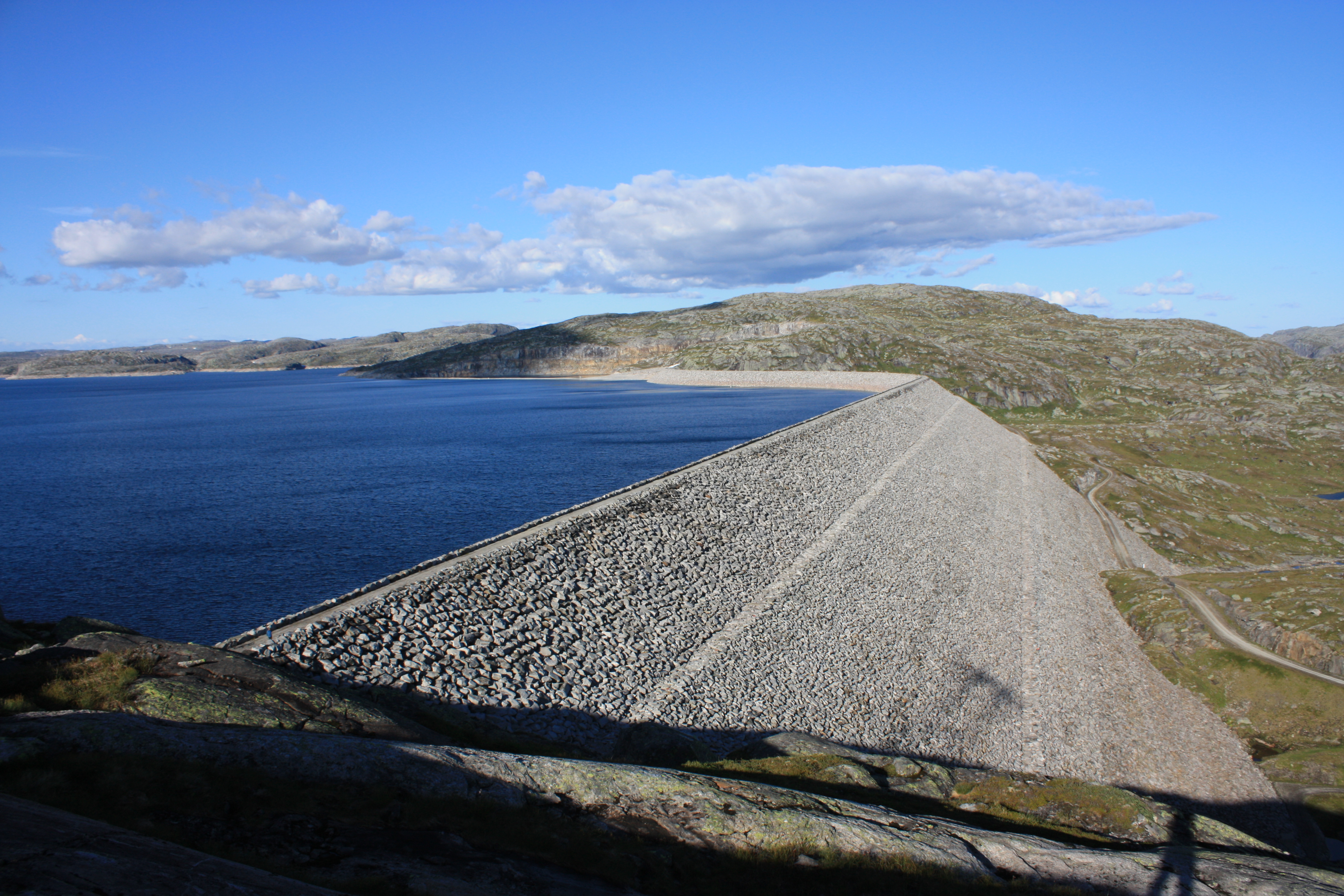
Storvassdammen et lac Blåsjø, composants du complexe d'Ulla-Førre, 2012.
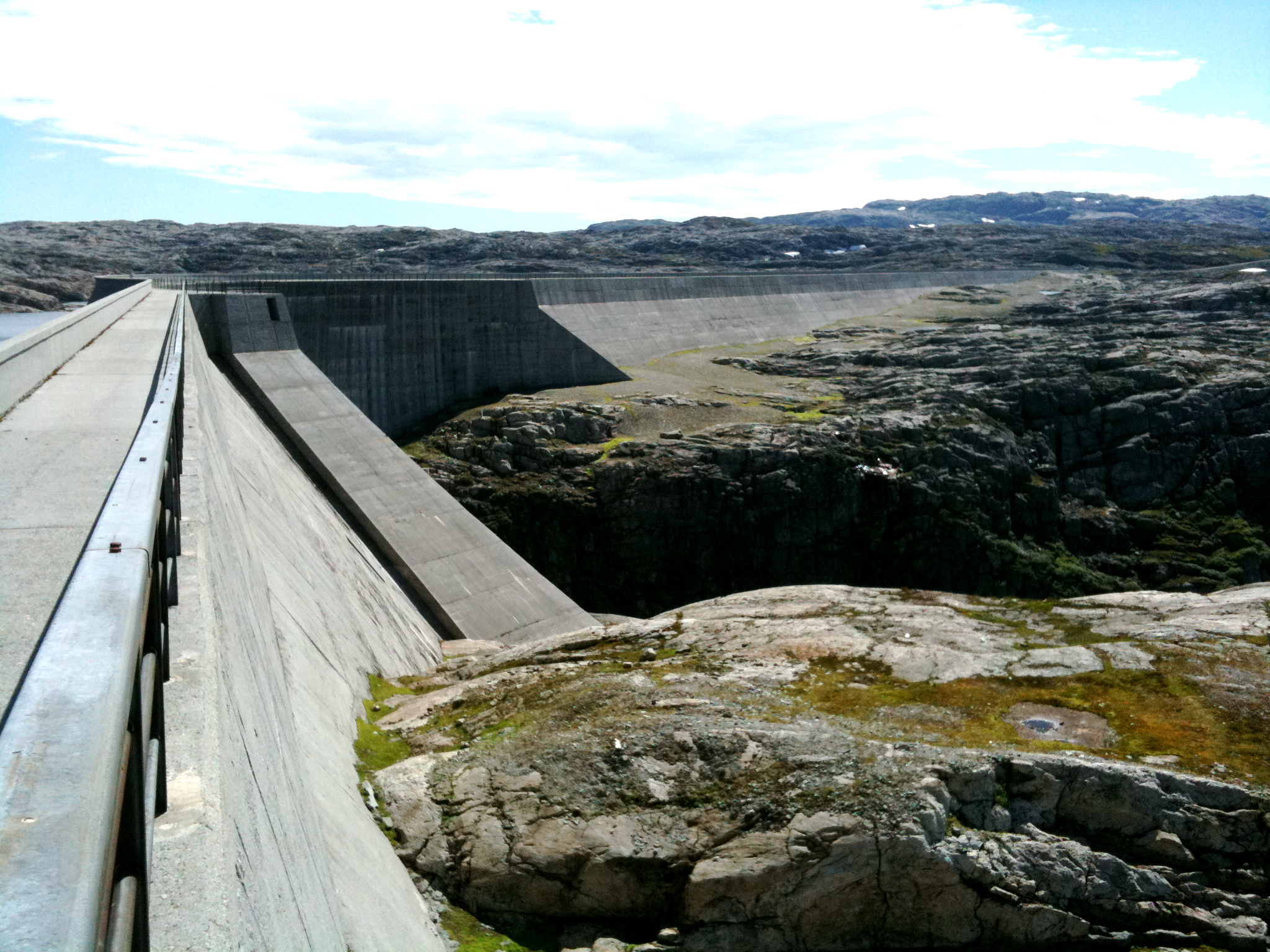
Førrevassdammen, 2010.
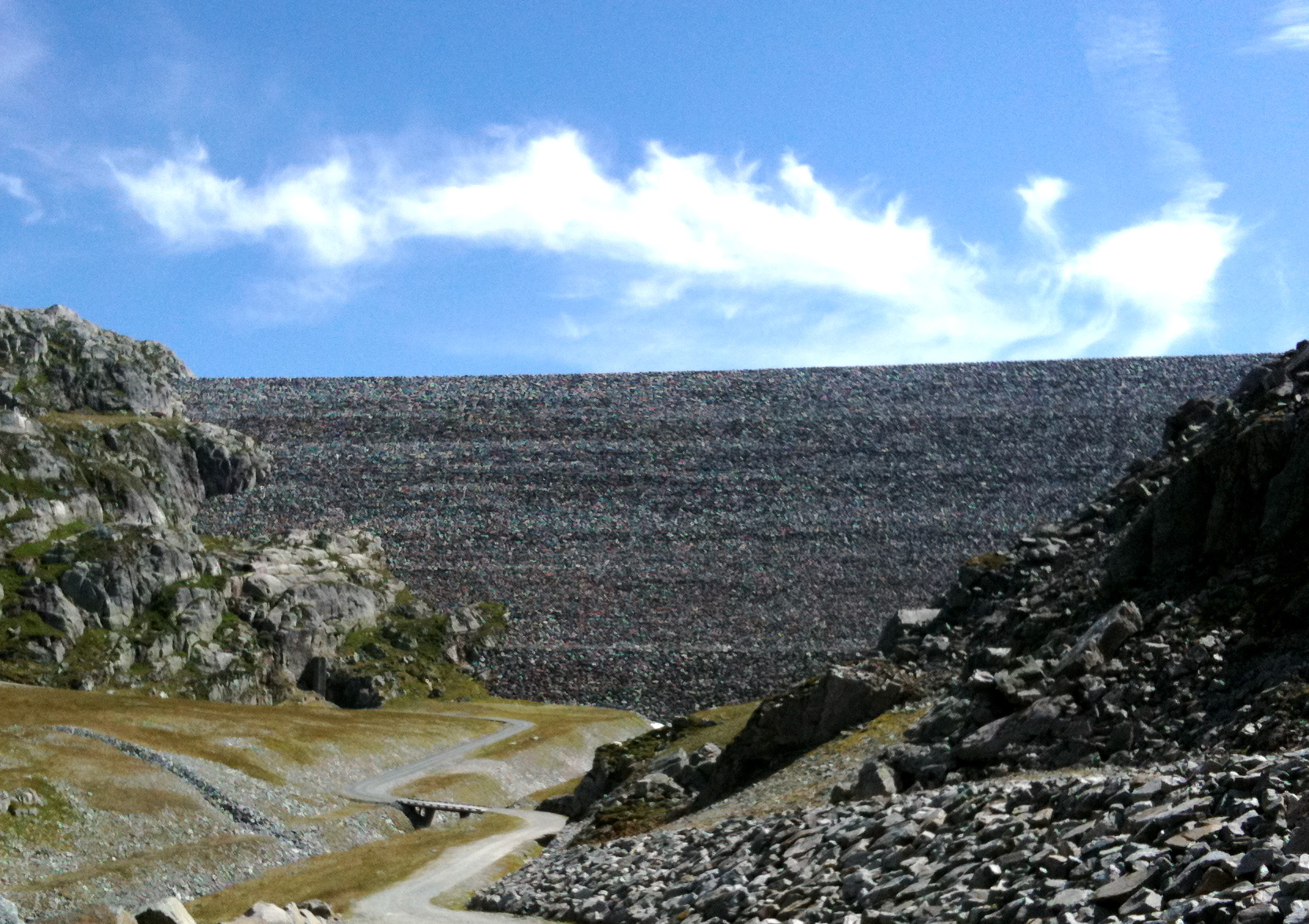
Oddatjørndammen, 2010.

Le lac Blåsjø est le 10e plus vaste de Norvège. Il est situé à 20 km à l'ouest de la commune de Bykle (comté d'Aust-Agder). Sa surface maximale est de 84,48 km2 ; le niveau de son plan d'eau varie entre 930 et 1 055 mètres en fonction de la saison et de la consommation d'électricité ; ses rives s'étendent sur 200 km ; sa contenance maximale est de 3 105 million de m2.

## Centrale

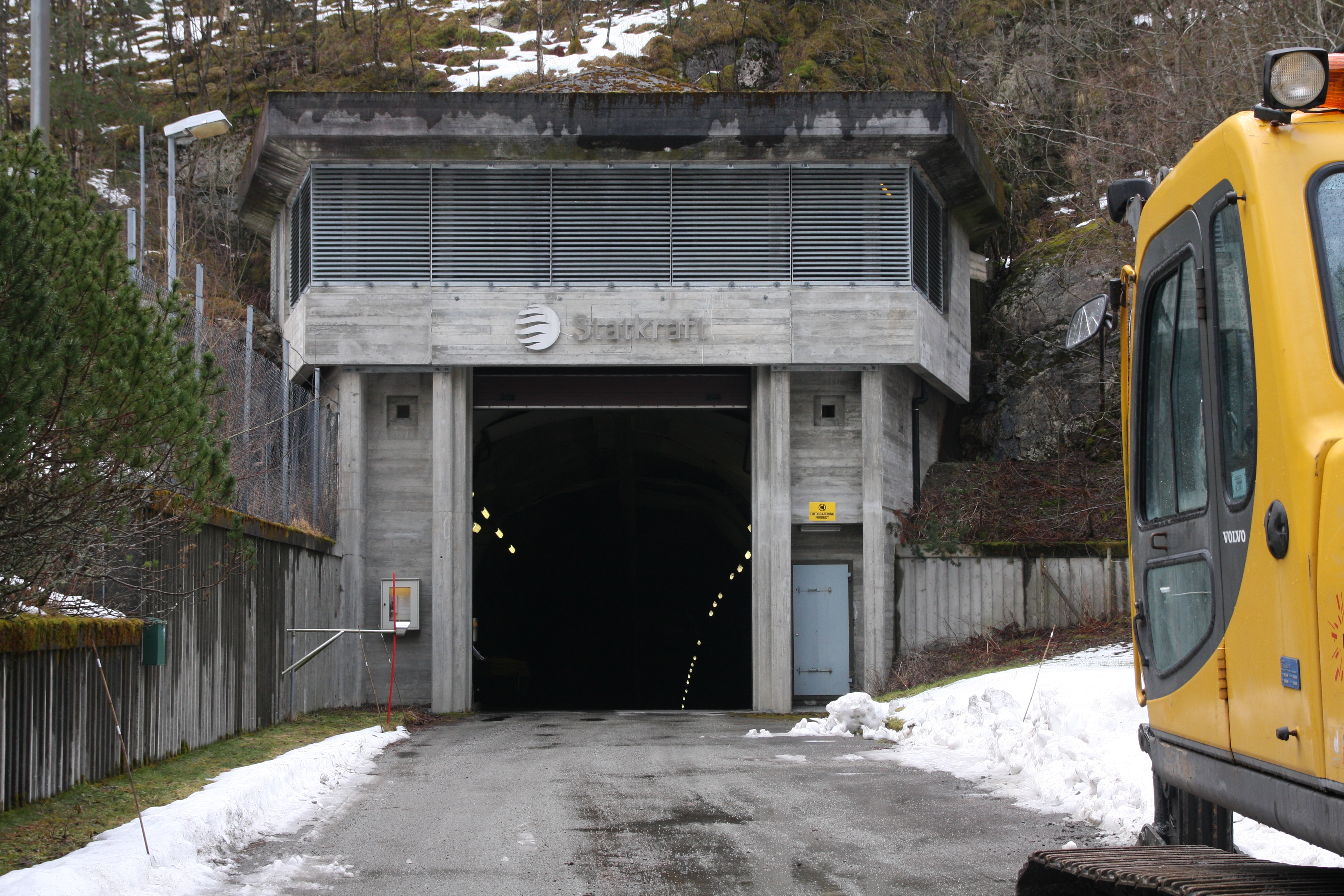
Entrée de la centrale souterraine de Kvilldal, 2009.

La centrale de Kvilldal, située dans la kommune de Suldal, dans le comté de Rogaland, est la plus puissante de Norvège avec sa capacité installée de 1 240 MW. Elle est équipée de quatre turbines Francis et fut inaugurée par le roi Olav V le 3 juin 1982.
En plus des eaux du niveau supérieur du lac Blåsjø, la centrale de Kvilldal utilise l'eau du niveau moyen du lac à travers de longs tunnels de dérivation de la rivière Årdals au sud, du lac Bråtveitvåna au nord et du lac Mosvatnet à l'ouest.